# 小屈興湖

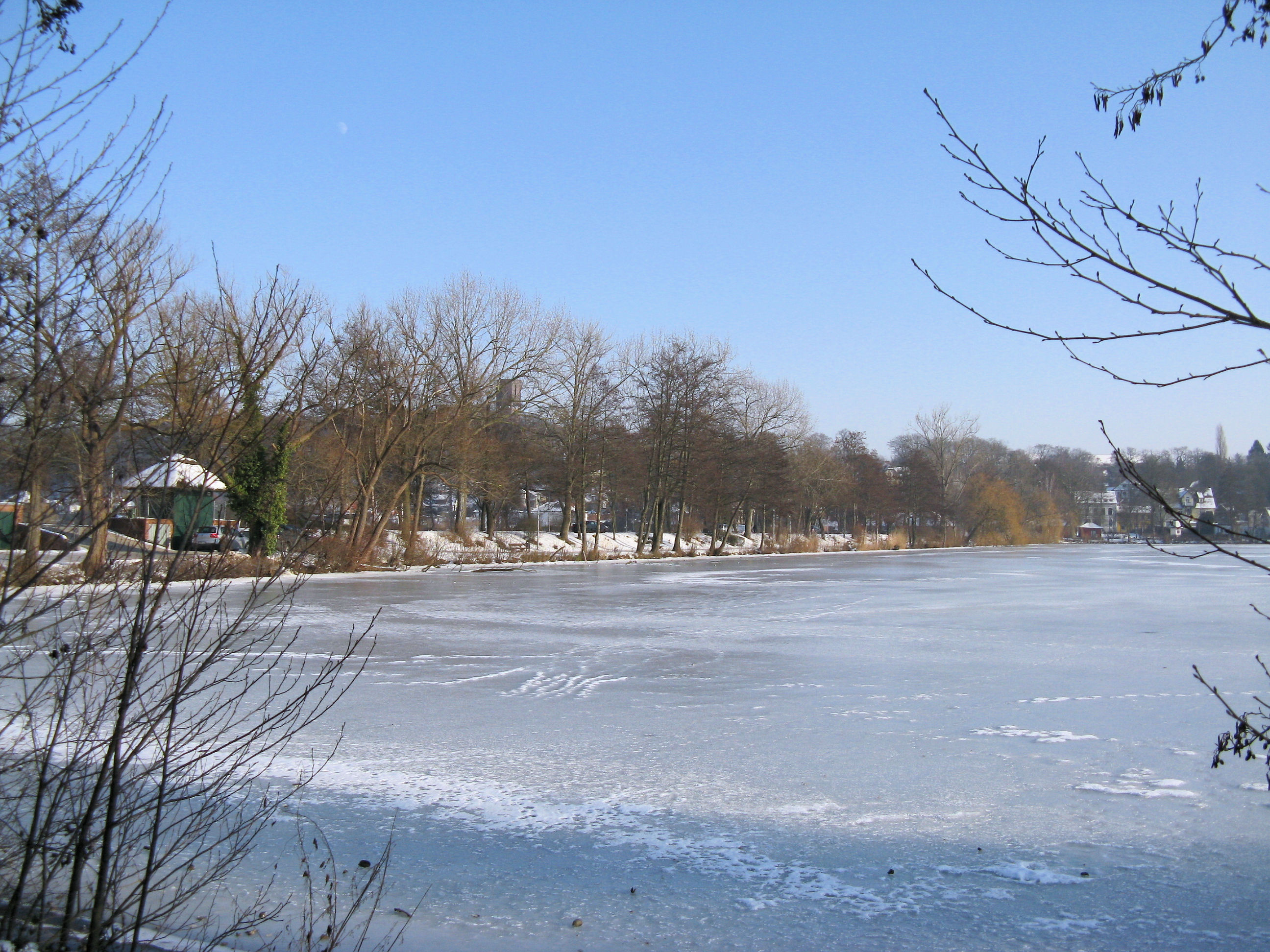

53°41′46″N 10°46′48″E / 53.69611°N 10.78000°E
小屈興湖（德語：Kleiner Küchensee），是德國的湖泊，位於該國北部石勒蘇益格-荷爾斯泰因州，由勞恩堡縣負責管轄，面積0.19平方公里，海拔高度3.5米，平均水深8.8米，最大水深12.8米，水體容量170萬立方米，湖岸線長度2公里。